# 維拉特
維拉特（芬蘭語：Virrat，[ˈʋirːɑt]），是芬蘭南部皮尔坎马区以“城市”为称呼的市镇，距離坦佩雷約115公里。市镇面積为1,299.07平方公里，2023年人口6,274人，其中約97%居民的母語是芬蘭語。

## 外部連結
- 官方网站  （文）